# Siqian (köpinghuvudort i Kina, Zhejiang Sheng, lat 27,67, long 119,78)
Siqian (kinesiska: 司前) är en köpinghuvudort i Kina. Den ligger i provinsen Zhejiang, i den östra delen av landet, omkring 290 kilometer söder om provinshuvudstaden Hangzhou. Antalet invånare är 10 471. Befolkningen består av 4 929 kvinnor och 5 542 män. Barn under 15 år utgör 20,0 %, vuxna 15-64 år 67 %, och äldre över 65 år 12,0 %.
Runt Siqian är det ganska tätbefolkat, med 134 invånare per kvadratkilometer. Närmaste större samhälle är Xiaocun, 16,6 km sydost om Siqian. I omgivningarna runt Siqian växer i huvudsak blandskog.
Genomsnittlig årsnederbörd är 2 328 millimeter. Den regnigaste månaden är juni, med i genomsnitt 383 mm nederbörd, och den torraste är januari, med 67 mm nederbörd.